# Taboola
Taboola é uma plataforma de descoberta de conteúdo que dá aos editores a opção de exibir recomendações de conteúdo de três maneiras – com widgets de descoberta de conteúdo, publicidade nativa ou híbrida, exibindo artigos, vídeos, apresentações e outros conteúdos, tanto a partir do site como de outros anunciantes e editores. O seu concorrente mais próximo é a Outbrain, fundada por Yaron Galai e por Ori Lahav. Os clientes incluem: Mistérios do Mundo, MSN, BBC, USA Today, Ziff Davis, Allure Media, Boston Globe e RT.
Nas diretrizes de conteúdo da Taboola para anúncios, a empresa proíbe conteúdo que contenha spyware, malware ou download automático de aplicativos sem o consentimento dos visitantes. O site proíbe "Cloaking" ou técnicas utilizadas para ocultar o verdadeiro destino, isto é, as páginas que os visitantes são direcionados. A empresa também proíbe a publicidade para menores de treze anos. Em 2014, a Taboola teria sido hackeada pelo Exército Eletrônico Sírio.

## Histórico
Taboola foi fundada no ano de 2006 por Adam Singolda, em Tel Aviv, Israel. Taboola dá aos leitores opções de conteúdo e de tópicos que eles podem não ter pensado em procurar. Em novembro de 2007, a empresa arrecadou um milhão e meio de dólares norte-americanos da Evergreen Venture Partners na rodada de investimentos Série A. Em novembro de 2008, Evergreen Venture Partners investiu uma quantia adicional de quatro milhões e meio de dólares.
Em agosto de 2010, Taboola expandiu seus serviços e passa a mostrar publicidade em vídeo. Eles teriam aumentado as visualizações de vídeos a aproximadamente 90%. Em agosto do ano seguinte, Taboola arrecadou nove milhões de dólares na rodada de investimentos Séria B da Marker e da Evergreen Venture Partners, seguindo por uma rodada Série C de dez milhões de dólares da Marker em junho de 2012 e uma rodada Série D de quinze milhões de dólares da Pitango Venture Capital em fevereiro de 2013, assim como os atuais investidores Evergreen Venture Partners, WGI Group e Marker.
Em janeiro de 2013, Taboola começa a fazer recomendações de artigos e, em janeiro do mesmo ano, lançou Taboola Choice, um recurso do qual os internautas poderiam filtrar as recomendações de conteúdo que não desejam ver. Ainda no mesmo ano, a empresa lança uma API para fazer suas recomendações de conteúdo com aplicativos móveis.
Em agosto de 2014, Taboola adquire Perfect Market, uma empresa que impulsiona a publicidade programática em sites de editores. Além disso, também anunciou o lançamento da Taboola-X, uma ferramenta para ajudar os editores a monetizar seus sites. Taboola informa que já entregou cento e cinquenta bilhões de recomendações para quatrocentos milhões de visitantes únicos por mês com uma taxa estimada de duzentos e cinquenta milhões de dólares.
Em fevereiro de 2015, Taboola levantou cento e dezessete milhões de dólares em nova rodada de investimentos Série E, liderada pelo Fidelity Investments, junto com os atuais investidores Marker e Steadfast Capital, tais como investidores estratégicos Comcast Ventures, Groupe Arnault, Yahoo! Japão, Advance Publications (empresa-mãe da editora Condé Nast) e Carlo De Benedetti, presidente do conglomerado de mídia italiana Gruppo Editoriale L’Espresso. No mesmo ano, Taboola anunciou uma rodada de quantia não revelada em financiamento da empresa chinesa Baidu.
Em 2016, Taboola anunciou que atingiu mais um bilhão de visitantes únicos no mundo todo, incluindo duzentos e cinquenta milhões que foram alcançados por meio de celulares ou smartphones. Em junho do mesmo ano, a empresa adquire ConvertMedia, um mecanismo de recomendações projetado especificamente para farejar e recomendar vídeos em escala. Termos de acordo não estão sendo divulgados.

## Recepção
Taboola é uma das primeiras empresas no espaço de publicidade na internet a gerenciar publicidade nativa, embora o espaço de recomendação de conteúdo tenha aumentado para incluir novos concorrentes.
Taboola e Outbrain foram ambas descritas pelos comentadores da internet como alternativas ao Google AdSense que os editores de conteúdo podem optar por considerar para fluxos de receita.
Em janeiro de 2013, Jack Marshall escreveu que as recomendações da Taboola em sites como Time, Bloomberg.com e Politico, muitas vezes levavam os visitantes a sites como Newsmax, o qual tentava vender livros eletrônicos de baixa qualidade sobre temas tais como a forma de evitar a ruína financeira. Uma crítica semelhante foi feita na Priceonomics, em 2014.
Em maio de 2014, Taboola cumpriu com o pedido do Better Business Bureau de tornar mais visíveis as divulgações de "conteúdo patrocinado".